# Кулакова, Екатерина Александровна
Екатерина Александровна Кулакова (в девичестве Щепанская, род. 7 августа 1991, Зуевка, Кировская область) — российская лыжница и биатлонистка, чемпионка России по биатлону.

## Биография
С детства занималась лыжным спортом, выполнила норматив кандидата в мастера спорта. На взрослом уровне выступала во внутренних соревнованиях невысокого уровня. Один из лучших результатов — шестое место на соревнованиях «Югорский марафон».
В середине 2010-х годов перешла в биатлон и начала выступать на Кубке России. Представляла в разное время Кировскую область, Ханты-Мансийский автономный округ, Красноярский край. Долгое время не могла занять место в тройке призёров. Только после перехода в команду Красноярского края в сезоне 2018/19 впервые попала на пьедестал в эстафете. В личных видах в том же сезоне попадала на пьедестал Кубка России (третье место) в спринте.
В 2019 году завоевала золотую медаль чемпионата России в командной гонке в составе сборной Красноярского края. В 2020 году — чемпионка России в патрульной гонке и серебряный призёр в командной гонке.